# غرب ایران

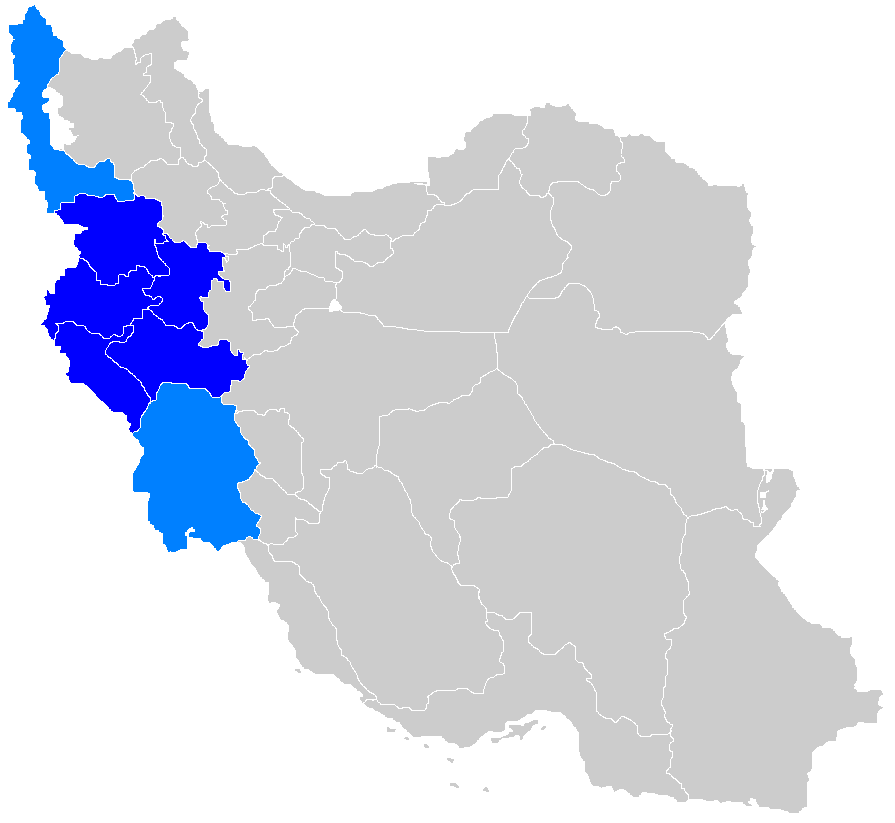
استان‌های غرب ایران

غرب ایران ناحیهٔ باختریِ ایران شامل سه استان نوار مرزی کرمانشاه، ایلام و کردستان به همراه همدان و لرستان می‌باشد
از سایر شهرهای مهم آن خرم‌آباد، همدان، سنندج، کرمانشاه،
نهاوند، ایلام، بروجرد، کوهدشت، ملایر، مهران، سقز، مریوان، بانه،  جوانرود، اسلام‌آباد غرب، دره‌شهر و در صورتی که استان‌های خوزستان و آذربایجان غربی نیز در این تقسیم‌بندی لحاظ شوند شهرهای اهواز، ارومیه، آبادان، دزفول، خوی، بوکان، مهاباد، میاندوآب و پيرانشهر است. در گذشته، قسمت عمده و غربی از ناحیهٔ جبال (عراق عجم) بوده است. در سال ۱۳۱۶ این ناحیه به‌طور عمده از هم جدا و به صورت استان‌های متفاوت ایجاد شده است.

## پرجمعیت‌ترین شهرها
| رتبه | نام شهر  | استان          | جمعیت ۱۳۹۵ | رتبه در استان |
| ---- | -------- | -------------- | ---------- | ------------- |
| ۱    | اهواز    | خوزستان        | ۱٬۱۸۴٬۷۸۸  | ۱             |
| ۲    | کرمانشاه | کرمانشاه       | ۹۴۶٬۶۵۱    | ۱             |
| ۳    | ارومیه   | آذربایجان غربی | ۷۳۶٬۲۲۴    | ۱             |
| ۴    | همدان    | همدان          | ۵۵۴٬۴۰۶    | ۱             |
| ۵    | سنندج    | کردستان        | ۴۱۲٬۷۶۷    | ۱             |
| ۶    | خرم‌آباد  | لرستان         | ۳۷۳٬۴۱۶    | ۱             |
| ۷    | بروجرد   | لرستان         | ۳۳۴٬۴۹۷    | ۲             |
| ۸    | آبادان   | خوزستان        | ۲۳۱٬۴۷۶    | ۳             |
| ۹    | خوی      | آذربایجان غربی | ۱۹۸٬۸۴۵    | ۲             |
| ۱۰   | ایلام    | ایلام          | ۱۹۴٬۰۳۰    | ۱             |
| ۱۱   | بوکان    | آذربایجان غربی | ۱۹۳٬۵۰۱    | ۳             |